# Mycerinopsis lineatus
Mycerinopsis lineatus är en skalbaggsart som beskrevs av Charles Joseph Gahan 1894. Mycerinopsis lineatus ingår i släktet Mycerinopsis och familjen långhorningar.
Artens utbredningsområde är:
- Laos.
- Myanmar.

Inga underarter finns listade i Catalogue of Life.